# 布氏科龍巴鯰
布氏科龍巴鯰，為輻鰭魚綱鯰形目甲鯰科的其中一種，為熱帶淡水魚，分布於南美洲巴西Paraná河上游流域，體長可達2.7公分，棲息在森林覆蓋水質清澈的溪流底層水域，以藻類為食，生活習性不明。

## 扩展阅读
維基物種上的相關：布氏科龍巴鯰